# 永州东站
永州东站原称永州站，位于中国湖南省永州市冷水滩区零陵中路，湘桂铁路旧线上。该站建于1938年，现不办理客运，货运办理整车普通货物到发，设有通往永州市农业生产资料总公司、永州下河国家粮食储备库、中央储备粮永州直属库、株洲机务段衡阳北运用车间、永州市公路工程建材公司、城市建设投资发展有限责任公司、冷水滩贮木场、湘江纸业、猎豹汽车等单位的专用线。
车站建于1938年，建站时原称冷水滩站，当时设有5条股道。1963年和1979年分别增加3条和4条股道:963。1995年5月改称永州站。至2000年，永州站为湘桂铁路上广铁集团和柳州铁路局局界附近的区段站，规模一级两场：设有8条到发线（含3条旅客列车到发线）、2条调车线及14条专用线；车站站房面积1622平方米，其中候车室694平方米、行包房504平方米:302。洛湛铁路建成后，在永州城西建设新永州站，原永州站改称永州东站，并建设湘桂铁路新线从高溪市站直抵新永州站，绕过永州东站，并拆除永州东站以东铁轨及青龙矶站。新永州站于2004年4月18日投入使用。
2020年利用车站附近的铁路住宅区被改建的“活龙井铁路文创街区”建成运营。
2021年12月，易家桥至永州站三线建成。该线路设有永州北站和王家排站，其中永州北站为替代永州东站的铁路货运站。但由于永州东站专用线单位未准备完全关停，当地政府希望延长过渡期至专用线单位整体搬迁暨2022年春耕完成时止。永州东站零陵北路至下河货场的铁路专用线于2022年4月18日关停。